# Rothorn Spitze
Rothorn Spitze är en bergstopp i Österrike.   Den ligger i distriktet Reutte och förbundslandet Tyrolen, i den västra delen av landet, 500 km väster om huvudstaden Wien. Toppen på Rothorn Spitze är 1 930 meter över havet.
Terrängen runt Rothorn Spitze är bergig. Runt Rothorn Spitze är det ganska glesbefolkat, med 26 invånare per kvadratkilometer.. Närmaste större samhälle är Mittelberg, 15,4 km väster om Rothorn Spitze. 
I omgivningarna runt Rothorn Spitze växer i huvudsak barrskog.